# Paul Lill

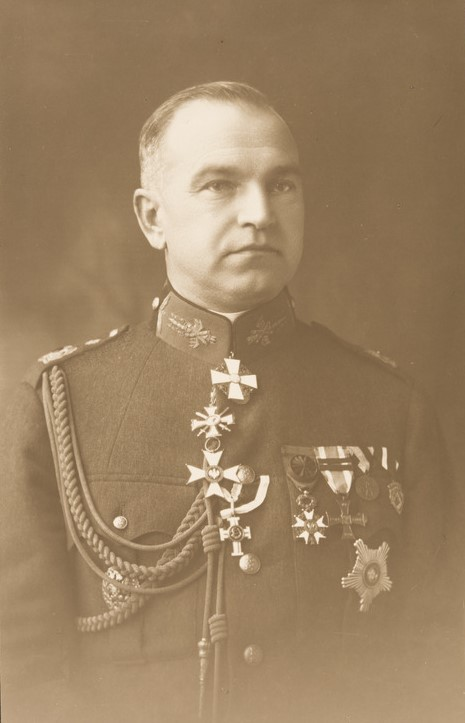
Generalmajor Paul Lill (1930)

Paul Adolf Lill (* 25. Januar 1882 in Roobe, Jõgeveste, Gouvernement Estland, Russisches Kaiserreich; † 13. März 1942 in der Oblast Swerdlowsk, Russische Sozialistische Föderative Sowjetrepublik, Sowjetunion) war ein estnischer Offizier, der als Generalmajor (Kindralmajor) zwischen 1920 und 1925 Chef des Generalstabes der Armee (Rahvavägi) sowie von 1933 bis 1939 Kriegsminister war. Zuletzt wurde er 1938 zum Generalleutnant (Kindralleitnant) befördert.

## Leben
Paul Adolf Lill absolvierte eine Offiziersausbildung an der Militärschule Vilnius, die er 1904 abschloss, und nahm als Angehöriger der Kaiserlich Russischen Armee am Russisch-Japanischen Krieg (8. Februar 1904 bis 5. September 1905) teil. Nach verschiedenen Verwendungen war er zudem 1911 Absolvent der Imperialen Zar-Nikolai-Militärakademie in Sankt Petersburg und nahm am Ersten Weltkrieg teil.
Nach der Unabhängigkeit Estlands am 24. Februar 1918 wurde er als Offizier in die Armee (Rahvavägi) übernommen und nahm am Estnischen Freiheitskrieg (1918 bis 1920) teil. Er war zwischen Dezember 1918 und 1919 Chef für Operationen im Generalstab und wurde am 18. April 1919 zunächst zum Oberstleutnant (Kolonelleitnant) sowie am 18. Juni 1919 zum Oberst (Kolonel) befördert. Er stand daraufhin vom 27. März bis zum 2. August 1920 zur besonderen Verfügung des Oberbefehlshabers der Armee, Generalleutnant Johan Laidoner, und wurde daraufhin am 2. August 1920 als Nachfolger von Oberst Jaan Rink Chef des Generalstabes der Armee. Er bekleidete dieses Amt bis zu seiner Ablösung durch Generalmajor Juhan Tõrvand am 25. Januar 1925 und wurde in dieser Verwendung am 6. Dezember 1921 zum Generalmajor (Kindralmajor) befördert. Für seine Verdienste wurde er ferner am 13. Mai 1921 mit dem Freiheitskreuz (Vabadusrist) ausgezeichnet. Danach war Generalmajor Lill vom 25. Januar 1925 bis 1929 zunächst stellvertretender Kriegsminister (Sõjaministri abi) beziehungsweise zwischen 1929 und dem 21. Oktober 1933 stellvertretender Verteidigungsminister (Kaitseministri abi). Nachdem er am 25. September 1925 Offizier der Ehrenlegion wurde, wurde er am 10. April 1929 Kommandeur der Ehrenlegion und erhielt zeitgleich den Orden Polonia Restituta Zweiter Klasse.
1932 wurde ihm der Orden des Adlerkreuzes Erster Klasse (Kotkaristi teenetemärk) verliehen. Am 21. Oktober 1933 wurde er im fünften Kabinett des Staatsältesten (Riigivanem) Konstantin Päts als Nachfolger von August Kerem schließlich selbst Verteidigungsminister (Kaitseministri) beziehungsweise ab 1937 Kriegsminister (Sõjaministri) und bekleidete dieses Ministeramt vom 9. Mai 1938 bis zum 12. Oktober 1939 auch im Kabinett Eenpalu II, woraufhin Generalleutnant Nikolai Reek seine Nachfolge antrat. Am 24. Februar 1938 wurde er gemeinsam mit Nikolai Reek zum Generalleutnant (Kindralleitnant) befördert und war damit nach Johan Laidoner einer von drei Offizieren, die diesen Rang erhielten. Allerdings wurde er am 20. Juni 1940 in den Rang eines Generalmajors zurückversetzt und drei Tage später am 23. Juni 1940 in die Reserve versetzt. Nach der Okkupation Estlands durch die Sowjetunion 1940/41 wurde er verhaftet und am 14. Juni 1941 nach Sibirien deportiert. Dort wurde er am 14. Oktober 1941 von der Roten Armee verhaftet und verstarb ein knappes halbes Jahr später am 13. März 1942 in einem Gefängnis.